# Uniramidesmus aberrans
Uniramidesmus aberrans är en mångfotingart som beskrevs av Mikhaljova 1979. Uniramidesmus aberrans ingår i släktet Uniramidesmus och familjen plattdubbelfotingar. Inga underarter finns listade i Catalogue of Life.